# مستحرة مكورة بحرية
مستحرة مكورة بحرية (الاسم العلمي:Thermococcus marinus) هي نوع من العتائق تتبع جنس المستحرة المكورة من فصيلة المستحرات المكورة.